# Aeropuerto Internacional de Kelowna
El Aeropuerto Internacional de Kelowna (del inglés: Kelowna International Airport) (IATA: YLW, OACI: CYLW) es un aeropuerto canadiense ubicado aproximadamente a 10 minutos o 6.2 millas náuticas (11.5 km; 7.1 millas) al noreste de Kelowna, Columbia Británica, Canadá, en la autopista 97.
El aeropuerto de pista única opera un servicio aéreo regular a Vancouver, Toronto, Calgary, Edmonton, Victoria y Seattle, así como un servicio estacional menos frecuente a Cancún, Puerto Vallarta, Los Cabos y Phoenix. Actualmente, el aeropuerto maneja hasta 38 salidas comerciales por día, o aproximadamente 266 salidas por semana. Tres líneas aéreas principales sirven el aeropuerto; Air Canada, Alaska Airlines y WestJet.
En 2018, YLW superó al Aeropuerto Internacional de Victoria para convertirse en el décimo aeropuerto más ocupado de Canadá por tráfico de pasajeros con 2,080,372, lo que representa un aumento del 9.9% con respecto a 2017.

## Instalaciones

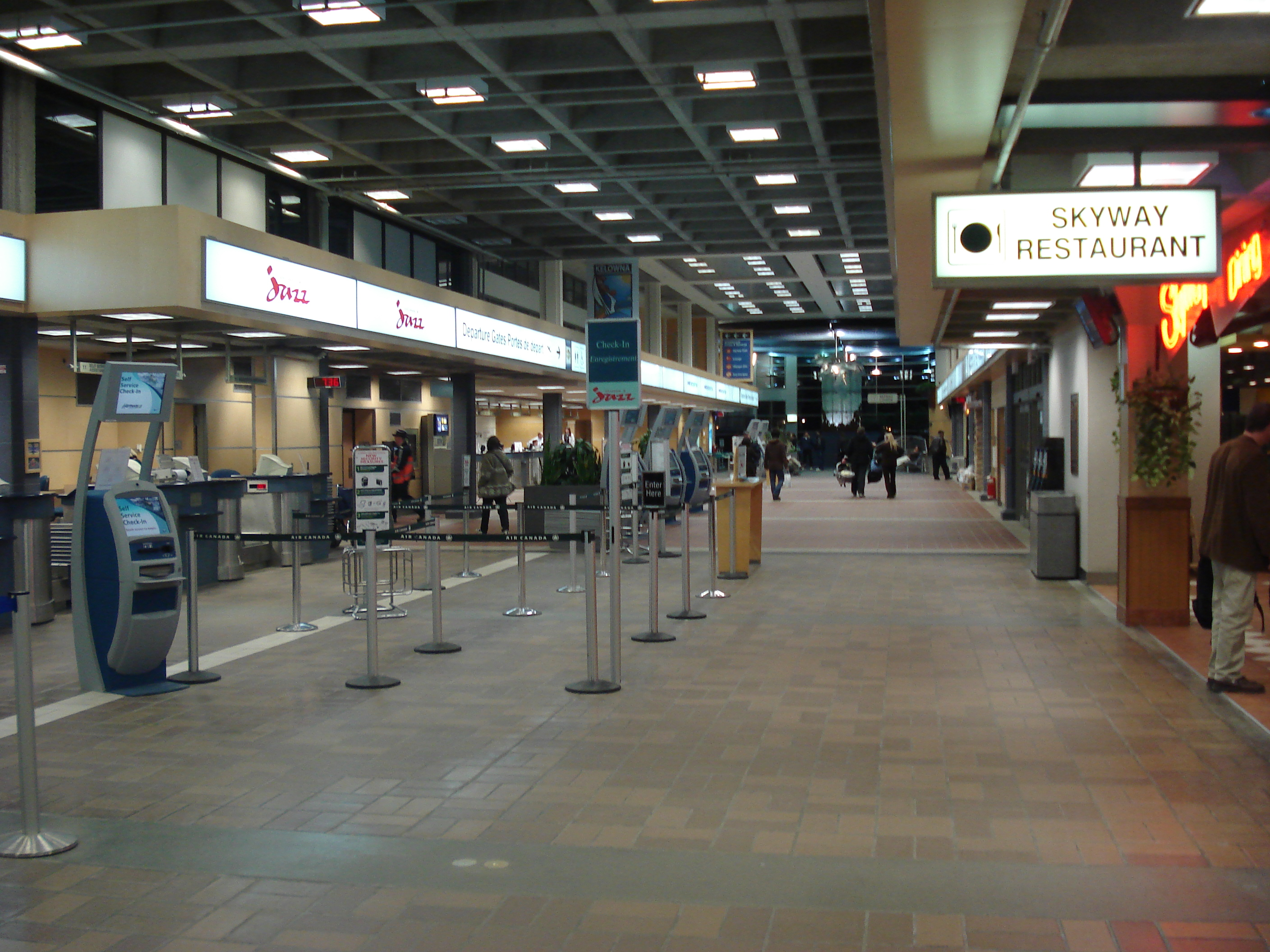
Interior del área de documentación de la terminal del aeropuerto.

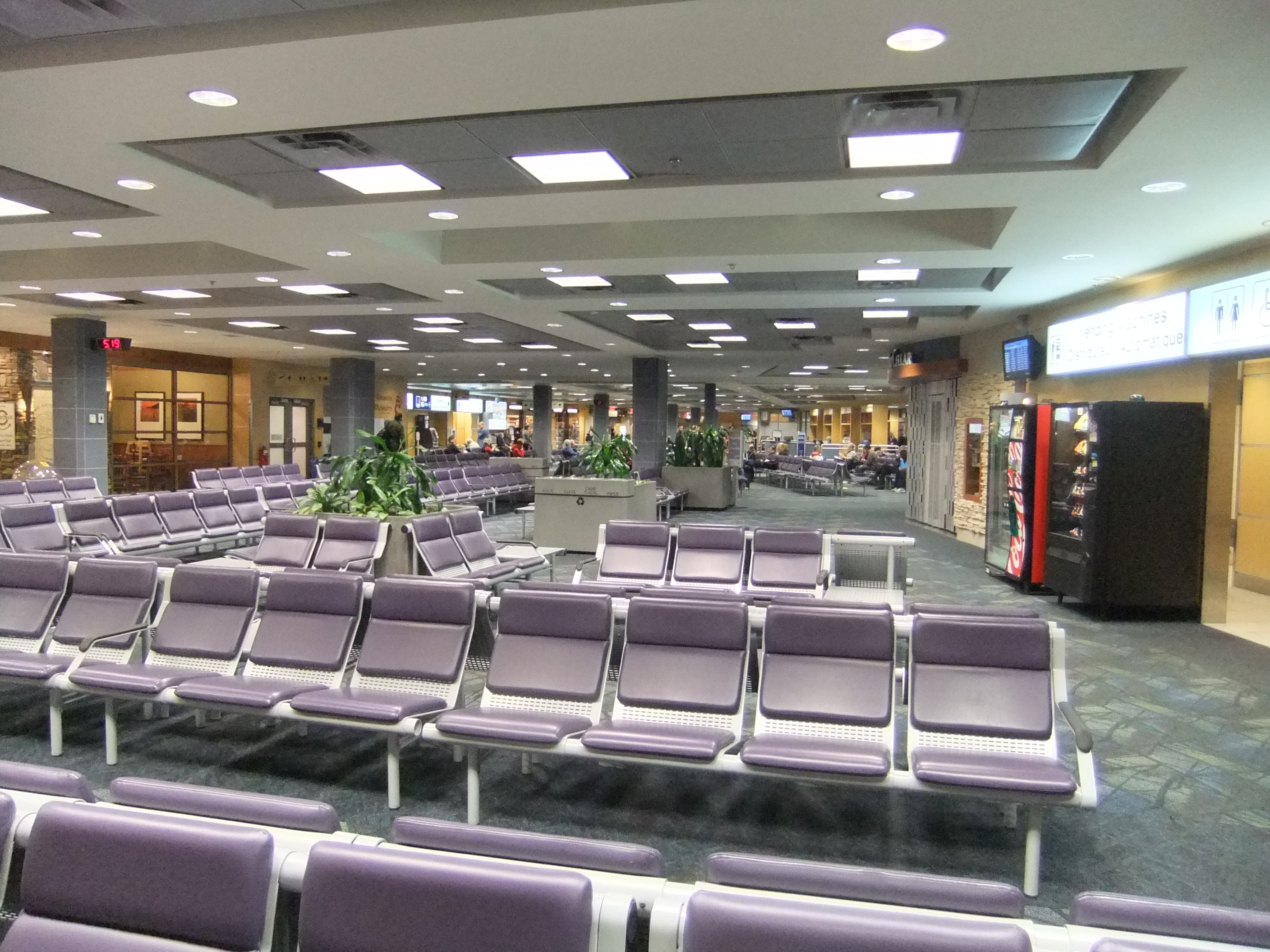
Zona de salidas del aeropuerto.

El edificio de la terminal principal, recientemente ampliado, es una instalación moderna de servicio completo que cubre aproximadamente 7,100 m² (76,000 pies cuadrados). Hay 10 puestos de carga de aviones, la mitad de los cuales están equipados con pasarela de acceso a aeronaves. El área de arribos contiene tres bandas de reclamo de equipaje, una de las cuales se puede acordonar para acomodar arribos internacionales/estadounidenses (y los dos restantes para arribos nacionales) y procesamiento de Aduanas canadienses (el aeropuerto tiene un área de inspección previa al embarque CATSA, pero no embarque de predespacho de aduana de Estados Unidos).
Varios servicios de alimentos y bebidas, incluido el restaurante Tim Hortons y White Spot Legends, quioscos de prensa (Skyway Gifts y News) y tiendas minoristas relacionadas con el turismo (Okanagan Estate Wine Cellar), además de una selección limitada de productos libres de impuestos (Okanagan Style y Duty Free), se pueden encontrar en la terminal. La sala de embarque cuenta con un centro de negocios por cable e internet inalámbrico de cortesía. El punto focal del aeropuerto es una rotonda de vidrio que contiene una fuente y la escultura cilíndrica de vidrio "Escape from Stella Polaris" y el Skyway Atrium Lounge. Kelowna Art Gallery opera un sitio satelital en el aeropuerto. Una pequeña área de observación se encuentra en el entresuelo.

## Panorámicas

## Aerolíneas y destinos
Los destinos clave desde el aeropuerto son el Noroeste del Pacífico (Estados Unidos y Canadá), el Oeste de Canadá, el norte de Canadá, Toronto, así como conexiones estacionales al Suroeste de Estados Unidos, México y el Caribe.

### Pasajeros
| Aerolíneas               | Destinos |
| ------------------------ | --- |
| Air Canada               | Montreal–Trudeau Estacional: Toronto–Pearson, Vancouver                                                                                                 |
| Air Canada Express       | Calgary, Vancouver |
| Air Canada Rouge         | Toronto–Pearson |
| Air North                | Vancouver |
| Alaska Airlines          | Seattle/Tacoma Estacional: Los Ángeles |
| Canadian North           | Chárter: Fort McMurray, Kamloops, Vancouver |
| Central Mountain Air     | Prince George, Vancouver |
| Flair Airlines           | Calgary, Edmonton Estacional: Vancouver |
| North Cariboo Air        | Chárter: Fort St. John, Vancouver, Victoria |
| Pacific Coastal Airlines | Comox, Nanaimo, Prince George, Victoria |
| Porter Airlines          | Toronto–Pearson |
| WestJet                  | Calgary, Edmonton, Toronto–Pearson, Vancouver Estacional: Cancún, Las Vegas, Mazatlán, Phoenix–Sky Harbor, Puerto Vallarta, San José del Cabo, Winnipeg |
| WestJet Encore           | Calgary, Edmonton, Seattle/Tacoma, Vancouver, Victoria Estacional: Regina, Saskatoon                                                                    |

### Carga
| Aerolíneas      | Destinos                     |
| --------------- | ---------------------------- |
| Carson Air      | Calgary, Kamloops, Vancouver |
| KF Cargo        | Kamloops, Vancouver          |
| SkyLink Express | Kamloops, Vancouver          |

### Destinos nacionales
Se brinda servicio a 15 ciudades dentro del país a cargo de 12 aerolíneas.
| Destinos nacionales del Aeropuerto de Kelowna YLW YYC YQQ YEG YMM YXJ YKA YUL YCD YXS YQR YXE YYZ YVR YYJ YWG | Destinos nacionales del Aeropuerto de Kelowna YLW YYC YQQ YEG YMM YXJ YKA YUL YCD YXS YQR YXE YYZ YVR YYJ YWG | Destinos nacionales del Aeropuerto de Kelowna YLW YYC YQQ YEG YMM YXJ YKA YUL YCD YXS YQR YXE YYZ YVR YYJ YWG | Destinos nacionales del Aeropuerto de Kelowna YLW YYC YQQ YEG YMM YXJ YKA YUL YCD YXS YQR YXE YYZ YVR YYJ YWG | Destinos nacionales del Aeropuerto de Kelowna YLW YYC YQQ YEG YMM YXJ YKA YUL YCD YXS YQR YXE YYZ YVR YYJ YWG | Destinos nacionales del Aeropuerto de Kelowna YLW YYC YQQ YEG YMM YXJ YKA YUL YCD YXS YQR YXE YYZ YVR YYJ YWG | Destinos nacionales del Aeropuerto de Kelowna YLW YYC YQQ YEG YMM YXJ YKA YUL YCD YXS YQR YXE YYZ YVR YYJ YWG | Destinos nacionales del Aeropuerto de Kelowna YLW YYC YQQ YEG YMM YXJ YKA YUL YCD YXS YQR YXE YYZ YVR YYJ YWG | Destinos nacionales del Aeropuerto de Kelowna YLW YYC YQQ YEG YMM YXJ YKA YUL YCD YXS YQR YXE YYZ YVR YYJ YWG |
| Destinos | WestJet | Air Canada | Pacific Coastal Airlines                                                                                      | Flair Airlines                                                                                                | Canadian North                                                                                                | Otra | # | |
| --- | --- | --- | --- | --- | --- | --- | --- | --- |
| Calgary (YYC)                                                                                                 | • | • | | • | | | 3 | |
| Comox (YQQ)                                                                                                   | | | • | | | | 1 | |
| Edmonton (YEG)                                                                                                | • | | | • | | | 2 | |
| Fort McMurray (YMM)                                                                                           | | | | | • | | 1 | |
| Fort Saint John (YXJ)                                                                                         | | | | | | North Cariboo Air                                                                                             | 1 | |
| Kamloops (YKA)                                                                                                | | | | | • | | 1 | |
| Montreal (YUL)                                                                                                | | • | | | | | 1 | |
| Nanaimo (YCD)                                                                                                 | | | • | | | | 1 | |
| Prince George (YXS)                                                                                           | | | • | | | Central Mountain Air                                                                                          | 2 | |
| Regina (YQR)                                                                                                  | • | | | | | | 1 | |
| Saskatoon (YXE)                                                                                               | • | | | | | | 1 | |
| Toronto (YYZ)                                                                                                 | • | • | | | | Porter Airlines                                                                                               | 4 | |
| Vancouver (YVR)                                                                                               | • | • | | • | • | Air North / Central Mountain Air / North Cariboo Air                                                          | 7 | |
| Victoria (YYJ)                                                                                                | • | | • | | | North Cariboo Air                                                                                             | 3 | |
| Winnipeg (YWG)                                                                                                | • | | | | | | 1 | |
| Total | 8 | 4 | 4 | 3 | 3 | 7 | 15 | |

### Destinos internacionales
Se ofrece servicio a 8 destinos internacionales (7 estacionales), a cargo de 3 aerolíneas.
| Ciudades por países                                        | Nombre del aeropuerto                          | Aerolíneas                       |              |              |              |
| Norteamérica                                               | Norteamérica                                   | Norteamérica                     | Norteamérica | Norteamérica | Norteamérica |
| ---------------------------------------------------------- | ---------------------------------------------- | -------------------------------- | ------------ | ------------ | ------------ |
| Estados Unidos (4 destinos [3 estacionales], 2 aerolíneas) |                                                |                                  |              |              |              |
| Las Vegas                                                  | Aeropuerto Internacional Harry Reid            | WestJet (Estacional)             |              |              |              |
| Los Ángeles                                                | Aeropuerto Internacional de Los Ángeles        | Alaska Airlines (Estacional)     |              |              |              |
| Phoenix                                                    | Aeropuerto Internacional de Phoenix-Sky Harbor | WestJet (Estacional)             |              |              |              |
| Seattle                                                    | Aeropuerto Internacional de Seattle-Tacoma     | Alaska Airlines / WestJet Encore |              |              |              |
| México (3 destinos [estacionales], 1 aerolínea)            |                                                |                                  |              |              |              |
| Cancún                                                     | Aeropuerto Internacional de Cancún             | WestJet (Estacional)             |              |              |              |
| Mazatlán                                                   | Aeropuerto Internacional General Rafael Buelna | WestJet (Estacional)             |              |              |              |
| Puerto Vallarta                                            | Aeropuerto Internacional de Puerto Vallarta    | WestJet (Estacional)             |              |              |              |
| San José del Cabo                                          | Aeropuerto Internacional de Los Cabos          | WestJet (Estacional)             |              |              |              |
| Total: 8 destinos (7 estacionales), 2 países, 3 aerolíneas |                                                |                                  |              |              |              |

## Estadísticas

### Tráfico anual
| Año  | Pasajeros | % Cambio    |
| ---- | --------- | ----------- |
| 2010 | 1,391,807 | Sin cambios |
| 2011 | 1,390,187 | 0.1%        |
| 2012 | 1,443,997 | 3.8%        |
| 2013 | 1,504,694 | 4.2%        |
| 2014 | 1,602,899 | 6.5%        |
| 2015 | 1,593,606 | 0.5%        |
| 2016 | 1,732,113 | 8.7%        |
| 2017 | 1,893,470 | 9.3%        |
| 2018 | 2,080,372 | 9.9%        |
| 2019 | 2,032,144 | 2.3%        |
| 2020 | 737,447   | 63.7%       |
| 2021 | 829,804   | 12.5%       |
| 2022 | 1,718,059 | 107.0%      |
| 2023 | 2,032,624 | 18.3%       |
| 2024 | 2,133,582 | 4.9%        |